# Javed Iqbal (Serienmörder)
Javed Iqbal (Urdu جاوید اقبال; * 8. Oktober 1956 in Lahore; † 8. Oktober 2001 ebenda) war ein pakistanischer Serienmörder, der hundert Jungen ermordete und ihre Leichen zerstückelte und dafür zum Tode verurteilt wurde.

## Leben
Iqbal entstammte einer wohlhabenden Kaufmannsfamilie und wuchs in relativem Luxus auf. Schon früh wurden seine pädophilen und homosexuellen Neigungen offenbar und die restliche Familie distanzierte sich schließlich von ihm. Jedoch konnte er aufgrund seines großzügigen Erbteils weiterhin ein Leben im Wohlstand führen. 1985 und 1990 wurde er wegen gleichgeschlechtlicher Unzucht („Sodomie“) angeklagt, jedoch ohne dass es zu einer Verurteilung kam.
Im November 1999 sandte er ein Schreiben an die Polizei in Lahore und an die Urdu-Tageszeitung Daily Jang, in dem er erklärte, über einen Zeitraum von sechs Monaten 100 Morde an minderjährigen Jungen, meistens Bettler und Straßenkinder im Alter von sechs bis 16 Jahren, begangen zu haben. In seinem Haus in Lahore, in dem Iqbal nicht angetroffen wurde, wurden daraufhin die persönlichen Gegenstände (Schuhe, Kleidungsstücke) und Fotos von zahlreichen Kindern gefunden, außerdem die menschlichen Überreste von zwei Kindern in einem Säurebottich. In den vorgefundenen Aufzeichnungen hatte Iqbal die Namen und das Alter seiner Opfer notiert und Lichtbilder von ihnen angefertigt. Außerdem fand sich die Ankündigung, dass er Suizid durch Ertränken im Fluss Ravi begehen werde. Etwa einen Tag später wurden zwei Helfer von Iqbal in der nahen Stadt Sohawa verhaftet, als sie versuchten, zwei von Iqbal ausgestellte Schecks einzulösen. Dies war wohl der Grund, warum sich der flüchtige Iqbal stellte, indem er am 30. Dezember 1999 das Redaktionsbüro der Zeitung Daily Jang aufsuchte. Iqbal gab an, seine Verbrechen seien ein Akt der Rache gegen die Polizei, die ihn 1985 und 1990 brutal misshandelt hätte, gewesen.

### Verurteilung und Hinrichtung
Iqbal wurde am 16. März 2000 hundertfach zum Tode verurteilt. Das Gericht ordnete an, dass er und sein 20-jähriger Komplize Sajid mit der Kette, mit welcher die Opfer getötet worden waren, zu erwürgen seien und dass ihre Körper in 100 Stücke geschnitten und in Säure aufgelöst werden sollten. Iqbal legte beim Lahore High Court Berufung gegen das Urteil ein. Dieser erklärte sich für nicht zuständig und verwies den Fall zurück. Vor der Vollstreckung des Urteils wurden Iqbal und sein Helfer jedoch erhängt in ihren Zellen gefunden, was als Selbstmord verbucht wurde. Bereits im Jahr zuvor war am 7. Dezember 1999 ein weiterer Komplize angeblich beim Sprung aus dem dritten Stock des Gefängnisses ums Leben gekommen.